# Герб Санта-Круша-даш-Флореша
Ге́рб Са́нта-Кру́ша-даш-Фло́реша — офіційний символ містечка Санта-Круш-даш-Флореш, Португалія. Використовується як територіальний герб. У срібному щиті зелена Голгофа, на якій три чорні хрести. У главі щита яструб натурального кольору, що летить і тримає в лапах португальський щиток. Щит увінчує срібна мурована містечкова корона з чотирма вежами.  Під щитом біла стрічка, на якій великими літерами напис португальською: «Santa Cruz das Flores» (Санта-Круш-даш-Флореш).  Офіційно затверджений 30 липня 1952 року.  

## Галерея

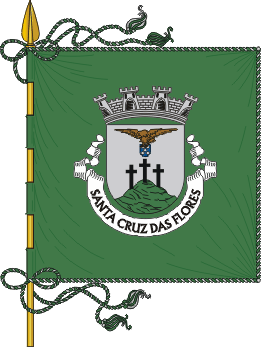
Прапор